# Tominian
Tominian est une ville et une commune malienne, située dans le département de la Banlazans, chef-lieu cercle de Tominian dans la nouvelle région de San.

## Politique
| Année | Maire élu        | Parti politique |
| ----- | ---------------- | --------------- |
| 2004  | Bourema Diassana | ADEMA           |
| 2009  | Schadrac Keïta   | Miria           |

## Galérie

Lors d'une sorte de festival à Tominian en 1972, divers groupes de danseurs, musiciens et chanteurs se sont produits. C'étaient des danseurs avec un chanteur représentant Tominian lui-même :

Le groupe des voisins de (Ké-)Macina :

Et le groupe représentant Ségou :